# Hondah (Arizona)
Hondah es un lugar designado por el censo ubicado en el condado de Navajo en el estado estadounidense de Arizona. En el Censo de 2010 tenía una población de 812 habitantes y una densidad poblacional de 25,53 personas por km².

## Geografía
Hondah se encuentra ubicado en las coordenadas 34°5′40″N 109°56′4″O / 34.09444, -109.93444. Según la Oficina del Censo de los Estados Unidos, Hondah tiene una superficie total de 31.8 km², de la cual 31.71 km² corresponden a tierra firme y (0.29%) 0.09 km² es agua.

## Demografía
Según el censo de 2010, había 812 personas residiendo en Hondah. La densidad de población era de 25,53 hab./km². De los 812 habitantes, Hondah estaba compuesto por el 3.33% blancos, el 0.25% eran afroamericanos, el 92.73% eran amerindios, el 0.25% eran asiáticos, el 0% eran isleños del Pacífico, el 0.37% eran de otras razas y el 3.08% pertenecían a dos o más razas. Del total de la población el 5.05% eran hispanos o latinos de cualquier raza.